# Buster Keaton
Joseph Frank Keaton, cunoscut sub pseudonimul Buster Keaton (n. 4 octombrie 1895, Piqua⁠(d), Comitatul Woodson, Kansas, SUA – d. 1 februarie 1966, Woodland Hills⁠(d), California, SUA), a fost un actor și regizor american de film. Celebru pentru filmele sale mute și pentru expresia sa stoică și imperturbabilă, a fost poreclit „Marele Chip de Piatră” fiind considerat „omul care n-a râs niciodată”.
Keaton a fost plasat pe locul șapte în clasamentul celor mai mari regizori din toate timpurile alcătuit de revista Entertainment Weekly. În 1999, Institutul American de Film l-a plasat pe Keaton pe locul 21 în clasamentul celor mai mari actori din toate timpurile. Criticul Roger Ebert a scris despre „perioada extraordinară [a lui Keaton] dintre 1920 și 1929, [când] a muncit fără întrerupere la o serie de filme care au făcut din el, se poate spune, cel mai mare actor-regizor din istoria filmului.” Un sondaj mondial realizat de Sight & Sound în 2002 a plasat filmul Generalul pe locul 15 în clasamentul celor mai bune filme din istorie. În acest clasament au mai apărut trei alte filme ale lui Keaton: Ospitalitatea noastră, Sherlock, Jr. și Navigatorul.

## Filmografie

### Cu Buster Keaton în rolul principal
- The Saphead (1920)
- Three Ages (1923)
- Our Hospitality (1923)
- Sherlock, Jr. (1924)
- The Navigator (1924)
- Seven Chances (1925)
- Go West (1925)
- Battling Butler (1926)
- Generalul - The General (1926)
- College (1927)
- Steamboat Bill Jr. (1928)
- The Cameraman (1928)
- Spite Marriage (1929)
- Free and Easy (1930)
  - Estrellados (1930, versiunea în limba spaniolă)
- Doughboys (1930)
  - De frente... marchen (1930, versiunea în limba spaniolă)
- Parlor, Bedroom and Bath (1931)
  - Casanova wider Willen (1931, versiunea în limba germană)
- Sidewalks of New York (1931)
- The Passionate Plumber (1932)
  - Le plombier amoureux (1932, versiunea în limba franceză)
- Speak Easily (1932)
- What! No Beer? (1933)
- Le Roi des Champs-Élysées (1934)
- The Invader (cunoscut și sub denumirea An Old Spanish Custom) (1936)
- Moderno Barba Azul, El (cunoscut și sub denumirea A Modern Bluebeard sau Boom in the Moon) (1946)
- Buster Keaton Rides Again (1965, film documentar despre crearea filmului scurt din 1965The Railrodder)

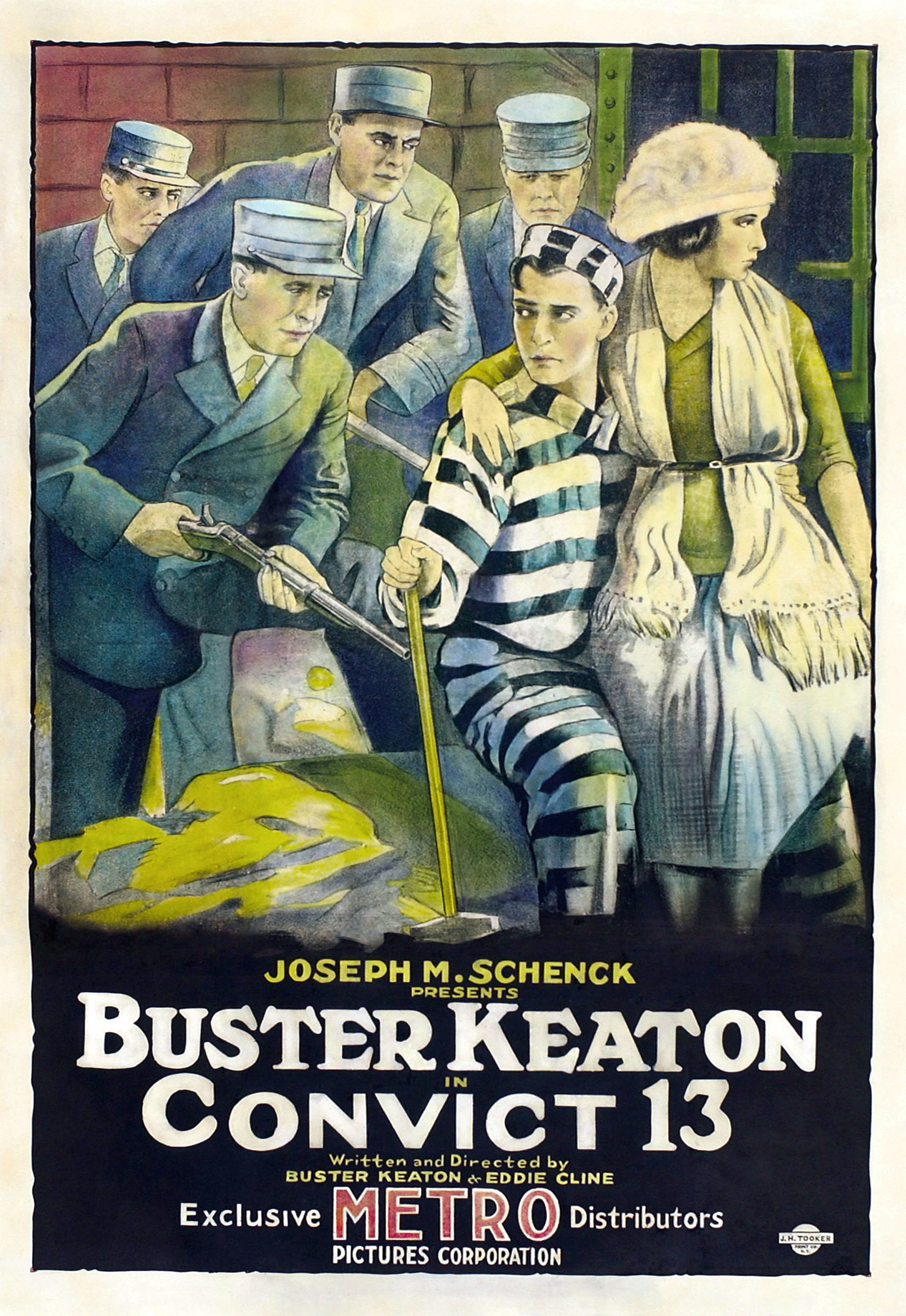
Afișul filmului scurt Convict 13 (1920)
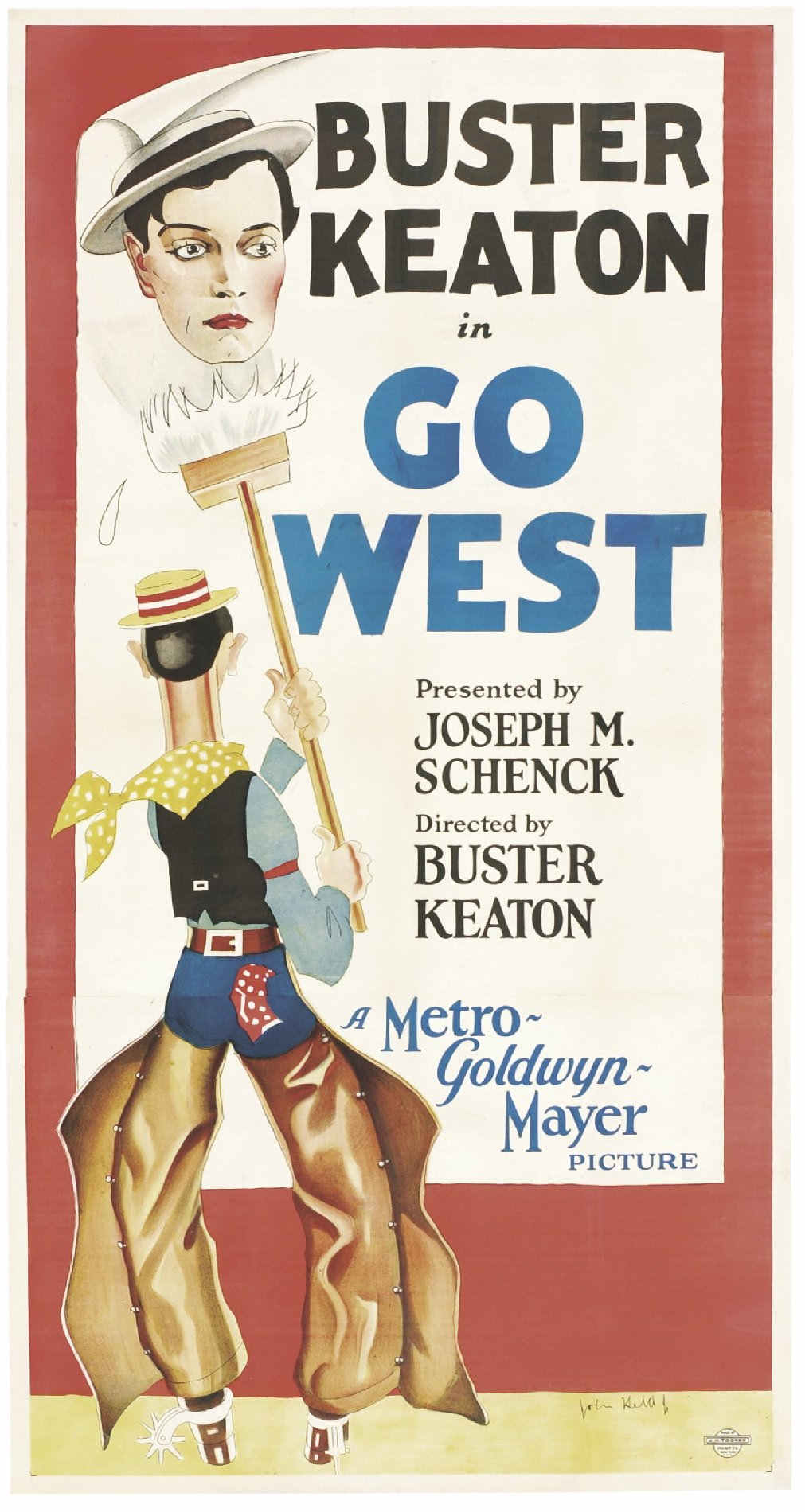
Afișul filmului mut Go West  (1925)